# Juan Antonio García Soriano
Juan Antonio García Soriano (Santisteban del Puerto, Jaén, 6 de abril de 1948) es un exfutbolista internacional español que destacó principalmente en el Real Murcia y en el Real Betis. Jugaba de extremo derecho.
Aunque nacido en Santisteban del Puerto Jaén),  siendo niño se trasladó a Valencia y más tarde a Cataluña. Se inició en los juveniles del FC Barcelona y  continuó en la Peña Kubala, para seguir en Grao y Levante. Después pasó a jugar en primera división con el Sabadell, más adelante en el Real Murcia, con el que llegó a ser internacional. 
En 1975 fue traspasado  por 17 millones de pesetas al Real Betis, club en el que permaneció seis temporadas en una época brillante del club andaluz, con el que ganó una Copa del Rey. Actualmente aún sigue siendo el tercer máximo goleador del Real Betis en competición europea tras Alfonso y Alexis. Después de terminar su carrera como futbolista continuó vinculado al Real Betis.

## Selección nacional
García Soriano fue internacional con España en dos ocasiones. Debutó el 25 de septiembre de 1974 en Copenhague contra Dinamarca y jugó su segundo partido el 12 de octubre de 1974 contra Argentina, en Buenos Aires.

## Trayectoria como jugador
| Club                | País   | Año         | Partidos | Goles |
| ------------------- | ------ | ----------- | -------- | ----- |
| Levante             | España | 1966-1970   | 4        | 3     |
| Sabadell            | España | 1970 - 1973 | 75       | 14    |
| Real Murcia         | España | 1973 - 1975 | 72       | 13    |
| Real Betis Balompié | España | 1975 - 1981 | 111      | 20    |